# 1187 dans les croisades

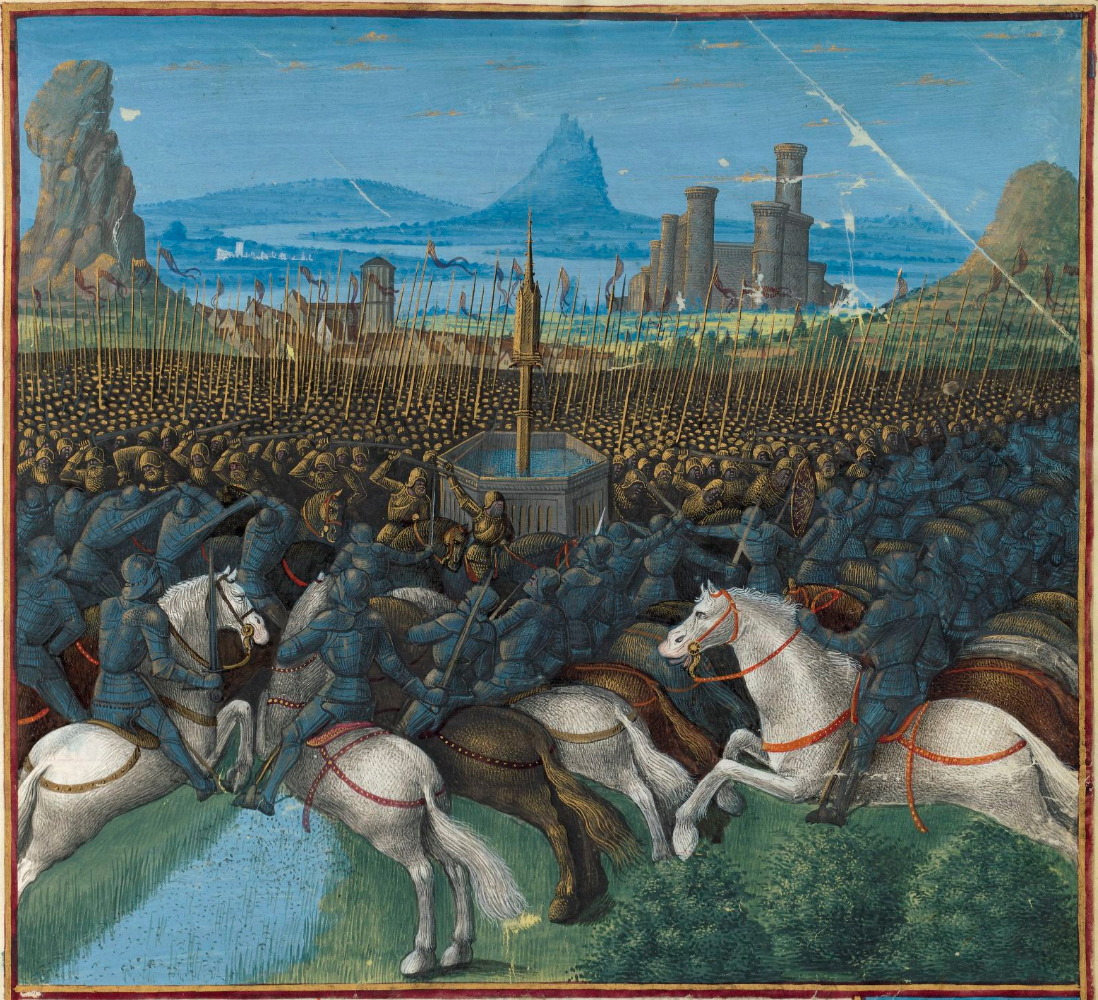
Bataille de Hattin

Cette page regroupe les évènements concernant les Croisades qui sont survenus en 1187 :
- Roupen III, prince de l'Arménie cilicienne se retire dans un monastère. Son frère Léon II lui succède[1].
- début de l'année  : Renaud de Châtillon pille des caravanes musulmanes, violant les trêves[2].
- mai : Saladin ravage la seigneurie d'Outre-Jourdain[1].
- juin : Saladin ravage la principauté de Galilée[1].
- 4 juillet : l'armée franque est défaite à Hattin[1].
- 5 juillet : Saladin prend Tibériade[3].
- 10 juillet : Saladin prend Saint-Jean-d'Acre[1].
- 13 juillet : Conrad de Montferrat arrive à Saint-Jean-d'Acre et, contatant que la ville est prise et occupée par les Musulmans, se dirige vers Tyr[2].
- juillet : al-'Âdil Sayf ad-Dîn, frère de Saladin, prend Jaffa[3].
- juillet : Saladin prend Haïfa et Césarée[3].
- 29 juillet : Saladin prend Sidon[3].
- 6 août : Saladin prend Beyrouth[1].
- août : Saladin prend Gibelet et Botron[3].
- septembre : Mort de Raymond III, comte de Tripoli. Son fils adoptif, Raymond IV d'Antioche devient comte[1].
- 4 septembre : Saladin prend Ascalon[3].
- septembre : Saladin prend Gaza et Daroum[3].
- 20 septembre : Saladin met le siège devant de Jérusalem[1].
- 2 octobre : Saladin prend de Jérusalem défendue par Balian d'Ibelin[1].
- 29 octobre : le pape Grégoire VIII proclame la troisième croisade[3].
- novembre : Richard Cœur de Lion prend la croix[3].
- 30 décembre : Conrad de Montferrat arrive à Tyr et en organise la défense face à Saladin[3].
- mort de Baudouin d'Ibelin, seigneur de Rama[4].